# ISO 3166-2:IL
Die Liste der ISO-3166-2-Codes für  Israel enthält die Codes für die sechs Bezirke Israels.

Die Codes bestehen aus zwei Teilen, die durch einen Bindestrich voneinander getrennt sind. Der erste Teil gibt den Landescode gemäß ISO 3166-1 (für  Israel IL), der zweite den Code für den Bezirk wieder.
Die aktuellen Codes stehen auf der Seite der ISO unter #iso:code:3166:IL zur Verfügung.

| Bezirk                           | Code  |
| -------------------------------- | ----- |
| Jerusalem (Mechoz Jeruschalajim) | IL-JM |
| Nordbezirk (Mechoz haTzafon)     | IL-Z  |
| Haifa (Mechoz Cheifa)            | IL-HA |
| Zentralbezirk (Mechoz haMerkaz)  | IL-M  |
| Tel Aviv (Mechoz Tel-Aviv)       | IL-TA |
| Südbezirk (Mechoz haDarom)       | IL-D  |